# Aporrhais pesgallinae
Aporrhais pesgallinae là một loài ốc biển kích thước trung bình-nhỏ, là động vật thân mềm chân bụng sống ở biển trong họ Aporrhaidae.